# Procaedicia
Procaedicia is een geslacht van rechtvleugeligen uit de familie sabelsprinkhanen (Tettigoniidae). De wetenschappelijke naam van dit geslacht is voor het eerst geldig gepubliceerd in 1902 door Bolívar.

## Soorten
Het geslacht Procaedicia omvat de volgende soorten:
- Procaedicia dimidiata Bolívar, 1902
- Procaedicia notata Karny, 1926
- Procaedicia regia Bolívar, 1902
- Procaedicia signata Karny, 1926
- Procaedicia terminalis Bolívar, 1902
- Procaedicia timoriensis Karny, 1926